# Tofik Bahramov Stadion
A Tofik Bahramov Stadion (azeriül Tofiq Bəhramov Stadionu) egy labdarúgó-stadion és atlétikai létesítmény Bakuban. A sporthelyszín teljes neve Tofiq Bəhramov Adina Respublika Stadionu (Tofik Bahramov Köztársasági Stadion). Ez Azerbajdzsán nemzeti stadionja és jelenleg 31 200 nézőt tudnak befogadni. Az FK Baku és Neftci Baku itt rendezik mérkőzéseiket. Itt tartották a 2010-es labdarúgó világbajnokság azerbajdzsáni selejtező mérkőzéseit, valamint a FK Qarabag Agdam nemzetközi mérkőzéseit az UEFA Európa-ligájában.

## Története
Építése 1939-ben kezdődött, de a második világháború félbeszakította a létesítmény építését. A háború után német hadifoglyokkal folytatták a stadion felépítését. A helyszínt 1951. szeptember 16-án avatták fel Joszif Sztálin Stadion néven. A desztalinizáció során, 1956-ban az intézmény Vlagyimir Lenin Stadionra lett átkeresztelve.
1993 óta – az abban az évben meghalt azerbajdzsáni születésű – Tofik Bahramov szovjet labdarúgó-játékvezető nevét viseli a stadion. Bahramov volt az 1966-ban tartott londoni labdarúgó világbajnokság döntőjének egyik partbírója a vendéglátó Anglia és Németország között. A fent említett mérkőzésen ismerte el szabályosnak Geoff Hurst úgynevezett „Wembley-gólját”. A stadion előtt áll Tofik Bahramov szobra, amit Geoff Hurst, Michel Platini és a FIFA elnöke, Joseph Blatter jelenlétében 2004-ben avattak fel.
2011-től 2012-ig a létesítmény 10 millió azeri manatért egy átfogó felújításon és bővítésen esett át. Az emeletek teljes mennyezete és az ülőhelyek cseréje mellett felújításra kerültek az öltözők, a döntőbírók fülkéi, a zuhanyzók, a higiéniai és orvosi helyiségek.

## Fordítás
Ez a szócikk részben vagy egészben  a   Tofiq-Bəhramov-Stadion című német Wikipédia-szócikk ezen változatának fordításán alapul.  Az eredeti cikk szerkesztőit annak laptörténete sorolja fel. Ez a jelzés csupán a megfogalmazás eredetét és a szerzői jogokat jelzi, nem szolgál a cikkben szereplő információk forrásmegjelöléseként.